# 青柳健一
青柳 健一（あおやぎ けんいち、1987年7月30日 - ）は、地方競馬の佐賀競馬場中川竜馬厩舎所属の元騎手である。勝負服の柄は青、白右襷、袖白縦縞。佐賀県出身。身長158cm、体重50kg、血液型A型。地方競馬教養センター騎手課程第81期生。

## 来歴
2005年3月31日付けで地方競馬騎手免許を取得し、高砂哲二厩舎からデビュー。同年5月1日第2回佐賀競馬3日目第3競走C2条件戦ダイヤモンドプリマで初騎乗（9頭立て3番人気9着）。同年5月22日第3回佐賀競馬3日目第5競走C2条件戦をカミノジョウオーで優勝し、初勝利（8頭立て3番人気）。
2006年高砂哲二調教師廃業に伴い手島勝利厩舎へ所属変更。
2007年3月21日、高知競馬場で行われた第21回全日本新人王争覇戦に出場（12人中6位）。
2008年12月1日付けで手島勝利厩舎から津野正浬厩舎へ所属変更。
2009年2月4日津野正浬調教師死去に伴い中川竜馬厩舎へ所属変更。同年10月11日第12回佐賀競馬4日目第3競走C2-25組条件戦をバトルヴィクトリアで優勝（6頭立て1番人気）し、1960戦目で地方競馬通算100勝達成。
2010年2月28日付けで騎手廃業が発表された。
地方通算成績は2131戦107勝・2着172回・3着211回・勝率5.0%・連対率13.1%